# 聖伊薩貝爾 (波多黎各)
聖伊薩貝爾（西班牙語：Santa Isabel）是波多黎各的城鎮，位於該島南部，始建於1842年10月5日，面積89平方公里，海拔高度8米，主要農產品有咖啡和水果，2010年人口23,274，人口密度每平方公里262人。

## 外部連結
- Crest of the City

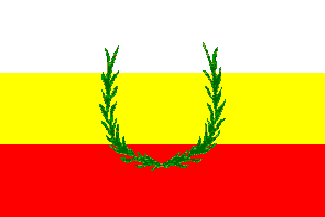

- [Historia viva de Santa Isabel! http://www.santaisabelpr.com （页面存档备份，存于）]